# Крістіана Пауль
Крістіана Пауль (нім. Christiane Paul, нар. 8 березня 1974, Берлін, НДР) — німецька акторка. Найбільш відома за ролями Анке Венгер у фільмі «Хвиля», Міра у телесеріалі «По той бік» та Катрін Ягер у телесеріалі «ФБР: За кордоном»

## Кар'єра
Крістіана спочатку працювала моделлю для таких журналів, як Bravo. Їй було 17 років, коли вона отримала свою першу головну роль у фільмі «Божевільний кордон». До своєї акторської кар'єри (вона не має офіційної акторської освіти) вона вивчала медицину та успішно закінчила навчання в Берлінському університеті Гумбольдта; однак у 2006 році вона покинула медицину.

## Особисте життя
Пол була одружена з лікарем, доктором Вольфгангом Швенком з 2002 по 2006 рік. Вона має сина від Швенка та дочку від попередніх стосунків. З січня 2016 року Крістіана Пол одружена з німецьким фізиком і живе з ним у Берліні.

## Фільмографія
| Рік       |    | Українська назва                    | Оригінальна назва                      | Роль             |
| --------- | -- | ----------------------------------- | -------------------------------------- | ---------------- |
| 1992      | ф  | Прикордонне безумство               | Deutschfieber                          | Саша             |
| 1993      | ф  | Я і Крістін                         | Ich und Christine                      | Крістін          |
| 1995      | ф  | Екс                                 | Ex                                     | Сара             |
| 1995      | с  | Армійські дружини                   | Враховується лише перемога             | Клавдія Шумахер  |
| 1996      | ф  | Під Чумацьким Шляхом                | Under the Milky Way                    | Сара             |
| 1996      | ф  | Трудоголік                          | Workaholic                             | Ронда Трамітц    |
| 1997      | ф  | Достукатись до небес                | Knockin' on Heaven's Door              | Продавчиня       |
| 1997      | ф  | Життя - це все, що ви отримуєте     | Life is All You Get                    | Вера             |
| 1997      | ф  | Пішов не так                        | Gone Wrong                             | Сабріна          |
| 1998      | с  | Пірат                               | Der Pirat                              | Мейке            |
| 1998      | с  | Цукор для Звіра                     | Sugar for the Beast                    | Таня Крюгер      |
| 1998      | тф | Мамамія                             | Mammamia                               | Паула            |
| 1999      | ф  | Голови моїх коханих                 | Tails You Win, Heads You Lose          | Кора             |
| 1999      | тф | Сутінки богів – Берлін помре завтра | Götterdämmerung – Morgen stirbt Berlin | Сандра Фетчер    |
| 2000      | ф  | Марлен                              | Marlene                                | Тамара Матул     |
| 2000      | ф  | Довіряй мені                        | Trust Me                               | Каро             |
| 2000      | ф  | Сонце Ацтеків                       | In July                                | Джулі            |
| 2002      | ф  | Батьки                              | Väter                                  | Ілона            |
| 2002      | с  | Царство небесне на землі            | Himmelreich auf Erden                  | Джулія Стіллер   |
| 2003      | ф  | Справжні чоловіки?                  | Echte Männer?                          | Софі             |
| 2005      | с  | З-під контролю                      | Außer Kontrolle                        | Ліза Корф        |
| 2005      | с  | Відьомський поцілунок               | A Witch's Kiss                         | Карла            |
| 2005      | тф | Ніч великої повені                  | Die Nacht der großen Flut              | Герда            |
| 2006      | ф  | У голові                            | Im Schwitzkasten                       | Надін Молінскі   |
| 2006      | ф  | Чиста формальність                  | Reine Formsache                        | Пола             |
| 2006      | тф | Мертва жінка з дамби                | Die Tote vom Deich                     | Лона Вот         |
| 2007      | тф | Спокуслива пропозиція               | Ein verlockendes Angebot               | Марія Вертер     |
| 2007      | ф  | Новини                              | Neues vom Wixxer                       | Вікторія Дікхем  |
| 2007      | ф  | Фронт до біса далеко                | Vorne ist verdammt weit weg            | Шанталь          |
| 2008      | ф  | Хвиля                               | The Wave                               | Анке Венгер      |
| 2009      | ф  | Пил часу                            | The Dust of Time                       | Гельга           |
| 2010      | ф  | Велика кішка                        | Der grosse Kater                       | Доктор Басслер   |
| 2010      | ф  | Джеррі Коттон                       | Jerry Cotton                           | Деріл Занук      |
| 2011      | тф | Гінденбург                          | Hindenburg                             | Анна Кернер      |
| 2011      | тф | Вбивчий бізнес                      | Ein mörderisches Geschäft              | Аліна Ліберман   |
| 2012      | ф  | Сестри вампіри                      | Vampire Sisters                        | Ельвіра Тепес    |
| 2013      | ф  | Батьки                              | Eltern                                 | Крістін          |
| 2013      | тф | Сімейна сага                        | Das Adlon. Eine Familiensaga           | Ундін Адамс      |
| 2013      | тф | Наші матері, наші батьки            | Unsere Mütter, unsere Väter            | Лілія            |
| 2013      | тф | Герої                               | Helden – Wenn dein Land dich braucht   | Софі Ріттер      |
| 2015      | тф | Гріхопадіння                        | After the Fall                         | Анна Рот         |
| 2015      | тф | Нетерміновий радар                  | Unterm Radar                           | Елке Сіберг      |
| 2016      | ф  | Світ Вундерлічів                    | Die Welt der Wunderlichs               | Мануела          |
| 2016      | с  | Параноїк                            | Paranoid                               | Лінда Фелбер     |
| 2018—2019 | с  | По той бік                          | Counterpart                            | Міра             |
| 2020      | с  | Параноїк                            | Parlement                              | Інгеборг         |
| 2021—2025 | с  | ФБР: За кордоном                    | FBI: International                     | Катрін Ягер      |
| 2024      | с  | Конкордія                           | Concordia                              | Джуліана Еріксен |